# اومرو بونولی
اومرو بونولی (ایتالیایی: Omero Bonoli; ۱۷ سپتامبر ۱۹۰۹ – ۱ مارس ۱۹۳۴) ژیمناست هنری اهل ایتالیا بود.